# Johannes van der Aeck

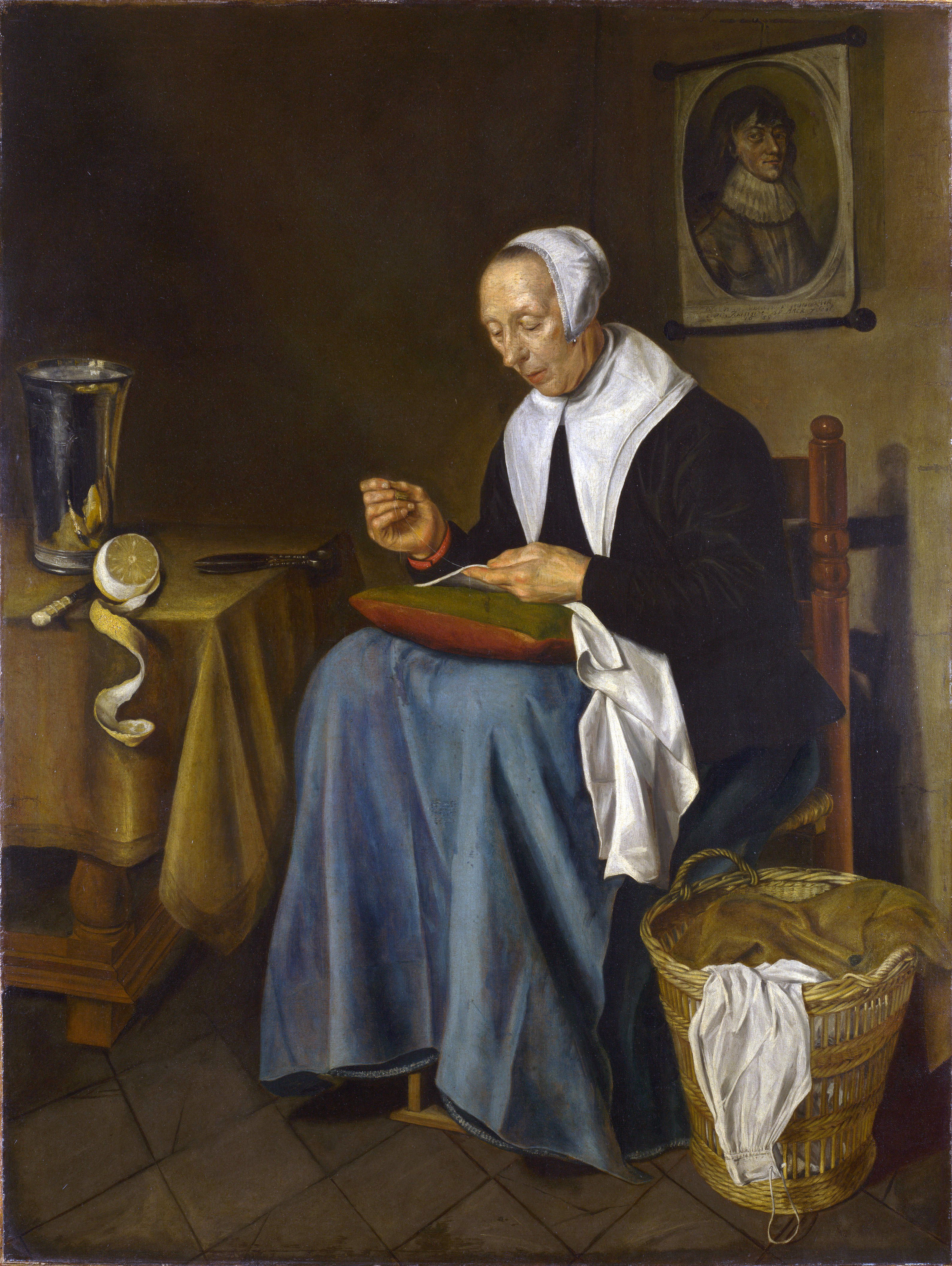
Bătrână cosând, 1655

Johannes van der Aeck (n. 1636, Leiden, Comitatul Olanda, Provinciile Unite – d. 1682, Leiden, Comitatul Olanda, Provinciile Unite) a fost un pictor neerlandez din Epoca de Aur.

## Biografie
Potrivit lui RKD, el este cunoscut pentru opere de gen. Potrivit NNBW a fost fiul comerciantului de vin Niclaes van der Aeck și a devenit membru al Breslei Sfântului Luca din Leiden în 1658. A fost diacon al breslei în anii 1673, 1674 și 1676.

## Legături externe
Materiale media legate de Johannes van der Aeck la Wikimedia Commons